# Suzuki
Suzuki Motor Corporation (スズキ株式会社, Suzuki kabušikigaiša) je japonský výrobce automobilů, motocyklů, lodních motorů a dalších se sídlem v Hamamacu. Firma byla založena 10. února 1909. Suzuki je 9. největším výrobcem automobilů, vyrobí více automobilů než BMW, Mazda a Subaru dohromady. V posledních 5 letech vede na domácím japonském trhu prodejnost malých aut, tzv. kei cars. V Indii spolupracuje s dceřinou značkou Maruti Suzuki. Některé evropské modely jsou vyráběny v Maďarsku.

## Automobily

### současná produkce
- Suzuki Baleno (od 2016)
- Suzuki Kizashi (od 2011)
- Suzuki Grand Vitara II (od 2005)
- Suzuki Ignis (od 2003 do 2008)
- Suzuki Jimny (od 1998)
- Suzuki Splash (od 2008)
- Suzuki Swift II (od 2004)
- Suzuki SX4 (od 2006)
- Suzuki XL7 (od 2001)

### starší modely
- Suzuki Alto
- Suzuki Baleno
- Suzuki Grand Vitara
- Suzuki Liana
- Suzuki Samurai
- Suzuki Swift
- Suzuki Vitara
- Suzuki Wagon R+

### modely pro Japonsko
- Suzuki Cervo
- Suzuki Landy
- Suzuki MR Wagon
- Suzuki Palette

## Motocykly
- Suzuki B-King
- Suzuki Burgman
- Suzuki DL650 V-Strom
- Suzuki DL1000 V-Strom
- Suzuki DR 125
- Suzuki DR 350
- Suzuki DR 600
- Suzuki DR 650
- Suzuki DR 800 Big
- Suzuki DR-Z 125L
- Suzuki DR-Z 400SM
- Suzuki DR-Z 400E
- Suzuki GN 125
- Suzuki GR 650
- Suzuki GS 500
- Suzuki GSF 650 Bandit
- Suzuki GSF 1200S Bandit
- Suzuki GSF 1250 Bandit
- Suzuki GSR 600
- Suzuki GSR 750
- Suzuki GSX 750 Inazuma
- Suzuki GSX 750F
- Suzuki GSX 1200 Inazuma
- Suzuki GSX 1400
- Suzuki GSX-R
- Suzuki GSX-R 1300 Hayabusa
- Suzuki GZ 125
- Suzuki GZ 250 Marauder
- Suzuki Intruder
- Suzuki LS 650 Savage
- Suzuki RF 600
- Suzuki RF 900
- Suzuki RM
- Suzuki SFV 650 Gladius
- Suzuki SV 650
- Suzuki SV 1000
- Suzuki TL 1000
- Suzuki Van Van 125
- Suzuki VL 800 Volusia
- Suzuki VL 1500 LC Intruder
- Suzuki VS 800 Intruder
- Suzuki VX 800
- Suzuki VZ 800 Marauder
- Suzuki XF 650 Freewind